# Dame Tu Amor
"Dame Tu Amor" (em português:  "Dá-me o teu amor") é uma canção gravada pelo grupo norte-americano Selena y Los Dinos para o seu segundo álbum de estúdio, Alpha (1986). O seu conteúdo lírico demonstra uma narradora que aborda o afecto que sente pelo seu amado enquanto está enlutando por ele, tentando assegurar a sua admiração através de um beijo. Os temas abordados na composição sugerem amor solícito. Musicalmente, "Dame Tu Amor" é uma balada do género ranchera com influências de cumbia composta por Richard Brooks, Ricky Vela e Abraham Quintanilla, Jr., pai e empresário de Selena. A sua instrumentação e conteúdo lírico foram vangloriados pela crítica especialista em música contemporânea. Após a morte da vocalista em 1995, a canção foi inclusa em vários álbuns de compilação seus.
Comercialmente, a canção alcançou um sucesso moderado em 2006, ano no qual entrou na tabela musical Hot Ringtones da revista norte-americana Billboard.

## Produção e gravação
"Dame Tu Amor" foi composta por Richard Brooks, Ricky Vela — tecladista frequente do grupo — e o pai e empresário de Selena, Abraham Quintanilla, Jr.. Selena tinha quatorze anos de idade no momento em que decorriam as sessões de gravação para a canção na cidade de San Antonio, Texas. A obra fora mais tarde inclusa no segundo álbum de estúdio do grupo no qual ela é vocalista, Alpha, em 1986. Os arranjos para "Dame Tu Amor" ficaram a cargo de Brian "Red" Moore, um amigo da família de Selena, e Ray Paz. Rolando Hernandez foi o responsável por tocar as partes com guitarra, enquanto Vela usou o seu teclado para gravar as partes de piano que foram inclusas no tema. Vocais adicionais foram providenciados por Roger Garcia, ex-guitarrista do grupo.

## Lançamento e repercussão
Em geral, "Dame Tu Amor" foi bem recebida pelos críticos especialistas em música contemporânea. Josh Kun, para o portal Salon notou que a versão remix do tema, que pode ser encontrada no box set triplo intitulado Anthology, tem "baixo e cordas suficientes para a fazer soar como uma obra de ranchero produzida por Bacharach." Mario Tarradell, para o jornal The Dallas Morning News, chamou "Dame Tu Amor" de uma canção "cumbia infecciosa". A obra foi posteriormente inclusa em álbuns de compilação póstumos de Selena, respectivamente: Anthology (1998), Y Sus Inicios, Vol. 1 (2003), Y Sus Inicios, Vol. 2 (2004) e Classic Series, Vol. 1 (2006).

## Desempenho nas tabelas musicais
Na semana que terminou a 26 de Setembro de 2006, "Dame Tu Amor" estreou no trigésimo primeiro posto da tabela musical norte-americana Hot Ringtones publicada pela revista Billboard.
| País — Tabela musical (2006)               | Posição de pico |
| ------------------------------------------ | --------------- |
| Estados Unidos — Hot Ringtones (Billboard) | 31              |

## Créditos e pessoal
Os créditos seguintes foram adaptados do portal Allmusic:
- Gravada e misturada nos Amen Studios, San Antonio, Texas, EUA
- Selena Quintanilla — vocais principais
  - Roger García — vocais adicionais
- Rolando Hernández — guitarra
- Ricky Vela — teclado
- Abraham Quintanilla, Jr. — composição
- Richard Brooks — composição
- Thomas Hernandez / Manny R. Guerra — produção e arranjos[n 1]